# Asplenium castaneum
Asplenium castaneum là một loài thực vật có mạch trong họ Aspleniaceae. Loài này được Schltdl. & Cham. miêu tả khoa học đầu tiên năm 1830.